# Sangmosagok-dong
Sangmosagok-dong (koreanska: 상모사곡동) är en stadsdel i staden Gumi i provinsen Norra Gyeongsang i den centrala delen av Sydkorea, 205 km sydost om huvudstaden Seoul.